# Apeadeiro de Fiais da Telha
O apeadeiro de Fiais da Telha foi uma interface da Linha da Beira Alta, que servia a localidade de Fiais da Telha, no Distrito de Viseu, em Portugal. O abrigo de plataforma situava-se do lado sudeste da via (lado direito do sentido ascendente, a Vilar Formoso).

## História
A Linha da Beira Alta foi inaugurada pela Companhia dos Caminhos de Ferro Portugueses da Beira Alta em 1 de Julho de 1883. Fiais da Telha não constava entre as estações e apeadeiros existentes na linha à data de inauguração, porém, nem dos horários de 1913, tendo este interface sido criado posteriormente, antes de 1985. Foi encerrado após 2010.